# 良暁
良暁（りょうぎょう）は、鎌倉時代の僧、浄土宗第4祖。字は寂慧、智慧光とも、白旗上人ともいう。

## 生涯
建長3年（1251年）、石見国三隅荘に良忠の子として生まれる。文永6年（1269年）、比叡山に登り、極楽房仙暁について出家授戒し修行していたが、文永9年（1272年）には良忠大病の報せに接し鎌倉に下り、悟真寺房地と寺領を譲られた。良忠全快後も鎌倉に留まり建治2年（1276年）には上洛の際留守を命ぜられる。弘安9年（1286年）、鎌倉に戻った良忠により後継者に指名され鎮西派の興隆につくす。
晩年は相模国白旗郷に居住して弘経したのでその門流を白旗派という。良忠没後鎮西派は分裂し六派となるが、良暁は後継者を自負し鎮西派正統を主張した。定恵・寂仙ら弟子も多く、この門流が浄土宗の本流となっていった。
嘉暦3年3月1日（1328年4月11日）、78歳で入寂。

## 著書
- 『浄土述聞見鈔』
- 『浄土術聞口伝切紙』
- 『重書無題鈔』
- 『浄土述聞鈔』など